# 1 Zaporoska Brygada Artylerii
1 Zaporoska Brygada Artylerii – oddział artylerii Armii Ukraińskiej Republiki Ludowej.

## Formowanie
Rozkazem dowódcy 1 Zaporoskiej Dywizji Strzelców z 16 września 1920 na dowódcę 1 Zaporoskiej BA wyznaczono ppłk. Hryhoryja Sawczenkę, a 1 samodzielny konno-górski dywizjon artylerii wyznaczył na zalążki czterech oficerów – ppłk. Kostiantyn Łypowecki objął stanowisko oficera sztabowego ds. poruczeń, sot. Juhen Nesterenko dowódcy łączności, chor. Jakiw Aleksandriw adiutanta brygady, a chor. Mychajło Nesterow młodszego oficera. Dowództwo brygady posiadało wobec wszystkich jednostek artylerii dywizji uprawnienia inspektorskie i administracyjne.
W październiku Armia URL przeprowadziła mobilizację. W jej wyniku liczebność jej oddziałów znacznie wzrosła. W związku z podpisaniem przez Polskę układu o zawieszeniu broni na froncie przeciwbolszewickim, od 18 października  wojska ukraińskie zmuszone były prowadzić działania zbrojne samodzielnie.
1 Zaporoska Brygada Artylerii istniała w polskich obozach internowania formalnie do 2 lipca 1921, kiedy została zredukowana do zbiorczej baterii artylerii 1 Zaporoskiej Dywizji Strzelców

## Struktura organizacyjna
Stan w listopadzie 1920
- dowództwo i sztab
- 1 bateria 1 Zaporoskiego kurenia artylerii
- 3 bateria 1 Zaporoskiego kurenia artylerii
- 1 samodzielna Zaporoska bateria artylerii ciężkiej
- 2 bateria artylerii konnej 1 samodzielnego konno-górskiego dywizjonu artylerii

16 listopada 1920 brygada posiadała: 730 ludzi (39 oficerów, urzędnik wojskowy, 631 szeregowych liniowych, 39 nieliniowych, 20 woźniców); 243 konie (9 wierzchowych, 114 taborowych, 120 zaprzęgowych).

## Żołnierze oddziału
| Dowództwo jednostki      |                         |       |
| Stopień, imię i nazwisko | Okres pełnienia służby  | Uwagi |
| Dowódcy brygady          |                         |       |
| ppłk Hryhoryj Sawczenko  | 10 IX 1920 - 20 IV 1921 |       |
| ppłk Semen Łoszczenko    | 20 IV - 26 VI 1921      |       |
| sot. Jurij Kononiw       | 26 VI - 2 VII 1921      |       |
| Adiutanci                |                         |       |
| chor. Jakiw Aleksandriw  |                         |       |
| por. Iwan Wejland        |                         |       |